# Guillaume Thourein
Guillaume Thourein est un religieux et homme politique français né à une date inconnue et décédé le 27 février 1792 à Vic-le-Comte (Puy-de-Dôme).
Curé de Vic-le-Comte, il est député du clergé aux États généraux de 1789.

## Sources
- « Guillaume Thourein », dans Adolphe Robert et Gaston Cougny, Dictionnaire des parlementaires français, Edgar Bourloton, 1889-1891 [détail de l’édition]